# GKN

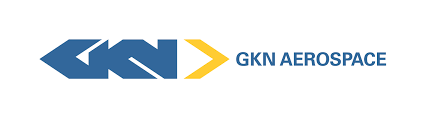
GKNs Logga

GKN Plc är ett brittiskt verkstadsföretag med verksamhet i över 35 länder i bland annat Sverige. I Trollhättan ligger huvudkontoret för GKN:s globala affärsområde för flygmotorer GKN Aerospace Sweden AB och i Köping finns tillverkning av fyrhjulsdrift till personbilar vid GKN Driveline Köping. 
GKN ägde 1966–2000 Nordiska Kardan AB i Åmål.